# Ernst Buchwalder
Ernst Buchwalder (* 5. Juni 1941 in Luzern; † 20. Februar 2014 ebenda) war ein Schweizer Maler, Zeichner, Bildhauer und Vertreter der Konkreten und Visuellen Poesie.

## Leben und Werk
Ernst Buchwalder absolvierte von 1958 bis 1963 eine Ausbildung an der Kunstgewerbeschule Luzern mit den Schwerpunkten Zeichnen, Schrift und Piktogramm. Von 1964 bis 1967 studierte er an der Hochschule für Gestaltung Ulm in der Abteilung Visuelle Kommunikation (Typografie). Die Analyse des Wortes und die Zeichenhaftigkeit der Buchstaben standen bei seinen Arbeiten im Vordergrund. Von 1966 bis 1969 lebte er in London und Osaka und lernte die Kalligrafie als grafisches Ausdrucksmittel kennen.
Mit seinen Sprachbildern, Typostrukturen, «Studien zu Spielplatzprojekt» (1970), «ART und LIFE Aktion Amsterdam» (1978) und seiner «Platzaktion» (1978) zählt er zu den Schweizer Vertretern der Konkreten und Visuellen Poesie. Buchwalders Untersuchungen über die semantischen Beziehungen von Zeichen, Begriff und Gestalt bringen das in den Worten und Buchstaben Verborgene zum Ausdruck. Er verwendet dabei unterschiedliche Medien wie Zeichnung, Plastik, Fotografie, Aktion oder grafische Techniken und verschiedenartige Materialien wie Metall, Holz, Styropor, Glas, Ton oder auch Eis.

## Ausstellungen (Auswahl)
- 2000: Freitagsgalerie, Solothurn
- 1999: «Sawasdee», Arbeiten aus Thailand 1999, Galerie Krienbach, Kriens
- 1998: «Black Signs», Kornschütte, Luzern
- 1997: «Visuelle Poesie, Arbeiten 1969–1980», MAZ-Medienausbildungszentrum, Katanienbaum
- 1996: «Black Signs», Gemeindegalerie Benzeholz, Meggen
- 1995: «Inselzeichen», Zentrum Gersag, Emmenbrücke
- 1990: Galerie Twerenbold, Luzern
- 1989: Freitagsgalerie, Solothurn
- 1986: Galerie Handsetzerei Gloor, Aarau
- 1986: Galerie Ursula Wiedenkeller, Zürich
- 1985: «Kalligramme», Freitagsgalerie, Solothurn
- 1980: Galerie Baviera, Zürich
- 1980: «VerWANDlungen», Galerie Arlecchino, Luzern
- 1977: Galerie Räber, Luzern

## Auszeichnungen
- 1976: Anerkennungspreis der Stadt Luzern
- 1976: Teilnahme an der Biennale di Venezia
- 1971, 1974 und 1975: Eidgenössisches Kunststipendium
- 1970: Preis der Presse, Kunstmuseum Luzern
- 1966: Preis für Junge Malerei in Ulm/Deutschland